# كريستوفر هامربيك
العميد كريستوفر جون أنطوني هاميربيك (بالإنجليزية: Christopher John Anthony Hammerbeck)‏ (ولد في 14 مارس 1943) ضابط عسكري سابق في فوج الدبابات الملكي ورجل أعمال بريطاني يعمل مستشارا أول في شركة المخاطر الدولية المحدودة.
ولد هامربيك في 14 مارس 1943 وتلقى تعليمه في كلية مايفيلد في ساسكس قبل أن يصبح كاتب مفصلي مع شركة كبيرة من المحامين في لندن في عام 1961 حيث ظل حتى عام 1964.
انضم إلى الجيش في حوالي عام 1965 وعمل في ايرلندا الشمالية حيث حصل على شهادة القيادة العامة للسلوك الشفاف. كان في وقت لاحق في قيادة اللواء المدرع 4 خلال حرب الخليج الثانية من 1990 إلى 1991 في المملكة العربية السعودية والعراق والكويت ومنح وسام رفيق آمر الطريق في عام 1991. عين نائب القائد ورئيس أركان القوات البريطانية في هونغ كونغ. في هونغ كونغ كان المدير التنفيذي لغرفة التجارة البريطانية.
منح وسام قائد أمر ممتاز من الإمبراطورية البريطانية في عام 2007 تكريم له على تقديمه خدمات لمصالح الأعمال البريطانية في هونغ كونغ.

## وصلات خارجية
- ملف ديبريت
- جريدة لندن - إشعار منحه الوسام